# 김진수 (배우)
김진수(1971년 1월 25일 ~ )는 대한민국의 희극인, 배우이다.

## 학력
- 용산고등학교 졸업
- 서울예술전문대학 연극과 전문학사

## 출연 작품

### 예능
- MBC 《오늘은 좋은날》: 《허리케인 블루》, 《울엄마》
- MBC 《웃는 날 좋은 날》: 《천검지검》, 《돌아온 울엄마》
- MBC 《일요일 일요일 밤에》: 《게릴라 콘서트》
- MBC 《와우! 동물천하》
- SBS 《웃는밤 좋은밤》(고정 게스트)
- EBS FM 《EBS 책 읽는 라디오 낭독 시리즈》
- MBC 《미스터리 음악쇼 복면가왕》 - 머리가 커서 슬픈 파라오
- MBN 《속풀이쇼 동치미》
- KBS Cool FM 《장항준, 김진수의 미스터 라디오》
- SBS 《꼬리에 꼬리를 무는 그날 이야기》 (게스트)

### 드라마
- 1995년 MBC 토요시트콤 《테마게임》
- 1997년 MBC 일일시트콤 《남자 셋 여자 셋》 ... 항문외과 레지던트 전공의 역으로 단역
- 1998년 MBC 주간 코미디 드라마 《여자 대 여자》
- 1998년 MBC 농촌 드라마 《전원일기》 ... 손동팔 역(단역)
- 2000년 SBS 청춘시트콤 《골뱅이》 - 김진수 역
- 2001년 SBS 부부시트콤 《허니허니》 - 김진수 역
- 2002년 SBS 추석특집극 《가족만들기》 - 만수 역
- 2004년 MBC 명랑가족 시트콤 《아가씨와 아줌마 사이》 - 막내삼촌 역
- 2004년 SBS 추석특집극 《광식의 노래》 - 광식 역
- 2006년 KBS2 수목드라마 《위대한 유산》 - 구준익 역
- 2008년 KBS2 설날특집극 《新 부부의 탄생》 - 달식 역
- 2008년 KBS2 월화드라마 《살아가는 동안 후회할 줄 알면서 저지르는 일들》 - 홍진수 역
- 2009년 OBS 특집드라마 《달콤도둑》
- 2009년 KBS2 아침드라마 《장화, 홍련》 - 맹형규 역
- 2009년 SBS 주말극장 《천만번 사랑해》 - 봉PD 역
- 2010년 KBS1 일일연속극 《웃어라 동해야》 - 방기남 역
- 2012년 KBS1 전원드라마 《산 너머 남촌에는 2》 - 김진수 역
- 2012년 KBS2 단막극 《KBS 드라마 스페셜 - 아빠가 간다》 - 이진우 역
- 2012년 JTBC 월화드라마 《우리가 결혼할 수 있을까》 - 장민호 역
- 2013년 JTBC 주말연속극 《맏이》 - 손재식 역
- 2013년 MBC 추석특집극 《세상에서 가장 위대한 일》 - 지유 부 역
- 2014년 tvN 금요드라마 《꽃할배 수사대》 - 마이클 킴 역 (특별출연)
- 2016년 KBS2 월화드라마 《무림학교》

### 영화
- 1991년 《장군의 아들 2》
- 2011년 《죽이러 갑니다》 - 오 PD 역
- 2011년 《사랑이 무서워》 - 베로니카 역
- 2011년 《우리 이웃의 범죄》 - 학생주임 역 (우정출연)
- 2011년 《마마》 - 길준 역
- 2016년 《시선 사이》 - 떡볶이 삼촌 역
- 2017년 《중2라도 괜찮아》 - 남편 역
- 2018년 《룸》
- 2023년 《리바운드》 - 중앙고 교감 역
- 2024년 《당신이 잠든 사이》 - 강창모 역 (우정출연)

### 뮤지컬
- 2023년 《맘마 미아!》 - 빌 역
- 2024년 《영웅》 - 우덕순 역

### 광고
- 1997년 한국지엠 라노스 줄리엣 (with 최지우)
- 1997년 롯데푸드 거북이, 토끼, 찬호박, 아하
- 1998년 한화에어로스페이스 케녹스 마이 포켓 (with 김효진)
- 1998년 현대해상화재보험
- 1998년 농심 신라면 큰사발 (with 최지나)
- 1998년 아모레퍼시픽 댄트롤 닥터 샴푸 (with MBC 허리케인블루 팀)
- 1999년 GS칼텍스 보너스 카드 (with 강부자)
- 1999년 롯데푸드 토끼사냥
- 1999년 롯데푸드 거북이알 (with 문근영)
- 1999년 한국지엠 줄리엣 스포츠 (with 한고은)
- 1999년 현대해상화재보험 (with 고소영)
- 2000년 롯데푸드 동네방네
- 2002년 서울우유 헬로우 앙팡
- 2002년 한국존슨 에프킬라 케이 리퀴드 (with 김원희)
- 2002년 한성기업 크래미

## 홍보대사
- 2003년 청소년보호위원회 청소년보호 홍보대사
- 2004년 국학원 홍보대사
- 2004년 한국애견연맹 명예홍보대사
- 2005년 주한호주대사관 호주 홍보대사
- 2013년 새싹지킴이 홍보대사

## 수상 내역
- 1996년 MBC 코미디대상 신인상
- 1998년 MBC 코미디대상 최우수상
- 1999년 MBC 코미디대상 인기상
- 2018년 KBS 연예대상 라디오 DJ상

## 기타
한편, 데뷔 후 MBC 위주로 코미디 프로그램 활동을 해 오다가 2002년 1월 30일 시작된 SBS 웃는 밤 좋은 밤(김미화 유정현 공동진행)의 고정 게스트를 맡아 처음으로 타방송사 코미디 프로그램 진출을 했으나 인기 개그맨 캐스팅 불발과 낮은 시청률이란 암초를 극복하지 못한 채 4회 만에 조기종영되는 수모를 당하여 인기 토크쇼 김혜수 플러스 유가 2000년 8월 100회로 막을 내린 뒤 이어진 SBS의 수요일 심야 시간대 징크스를 벗어나지 못했다.